# 二塩化キセノン
二塩化キセノン (XeCl2)とはキセノンの化合物の一種で、唯一のキセノンの塩化物である。化合物はキセノンと塩素の混合ガスにマイクロ波を照射し励起させることによって得られる。キセノン、塩素、三塩化ホウ素を用いて XeCl2·BCl3を得ようとした実験で、XeCl2·BCl3は生成されず二塩化キセノンが生成されたとされる報告がある。
しかしながら、二塩化キセノンが真の化合物であるのか、あるいはキセノン原子と二次結合によって結合した塩素分子から構成される超分子であるかどうかという疑問が残っている。
二塩化キセノンはエキシマレーザーに利用される。